# Box-office Russie 2021

## Les millionnaires
| Class. | Titre                                   | Pays                   | Réalisateur                      | Box-Office Russie |
| ------ | --------------------------------------- | ---------------------- | -------------------------------- | ----------------- |
| 1      | Venom: Let There Be Carnage             | Drapeau des États-Unis | Andy Serkis                      | 32 400 000 $      |
| 2      | Spider-Man: No Way Home                 | Drapeau des États-Unis | Jon Watts                        | 24 708 635 $      |
| 3      | Dune                                    | Drapeau des États-Unis | Denis Villeneuve                 | 20 976 894 $      |
| 4      | Fast and Furious 9                      | Drapeau des États-Unis | Justin Lin                       | 16 622 247 $      |
| 5      | Le Petit Cheval bossu                   | Drapeau de la Russie   | Oleg Pogodine                    | 15 990 882 $      |
| 6      | Baby Boss 2 : Une affaire de famille    | Drapeau des États-Unis | Tom McGrath                      | 14 076 178 $      |
| 7      | Le Dernier Chevalier : La racine du mal | Drapeau de la Russie   | Dmitri Diatchenko                | 13 063 326 $      |
| 8      | Raya et le Dernier Dragon               | Drapeau des États-Unis | Don Hall et Carlos López Estrada | 12 735 031 $      |
| 9      | Mourir peut attendre                    | Drapeau des États-Unis | Cary Joji Fukunaga               | 12 440 824 $      |
| 10     | Free Guy                                | Drapeau des États-Unis | Shawn Levy                       | 11 175 662 $      |
| 11     | Cruella                                 | Drapeau des États-Unis | Craig Gillespie                  | 11 027 311 $      |